# 第3步兵旅 (以色列)
第3亞歷山德羅尼步兵旅（希伯來語：‎）是以色列国防军的後備部隊，創建於1947年12月1日（以色列立國前的哈加拿時代），隸屬第91師。1948年以色列-阿拉伯戰爭期間，亞歷山德羅尼旅被指控在坦圖拉屠殺約40-200名巴勒斯坦村民。

## 圖集

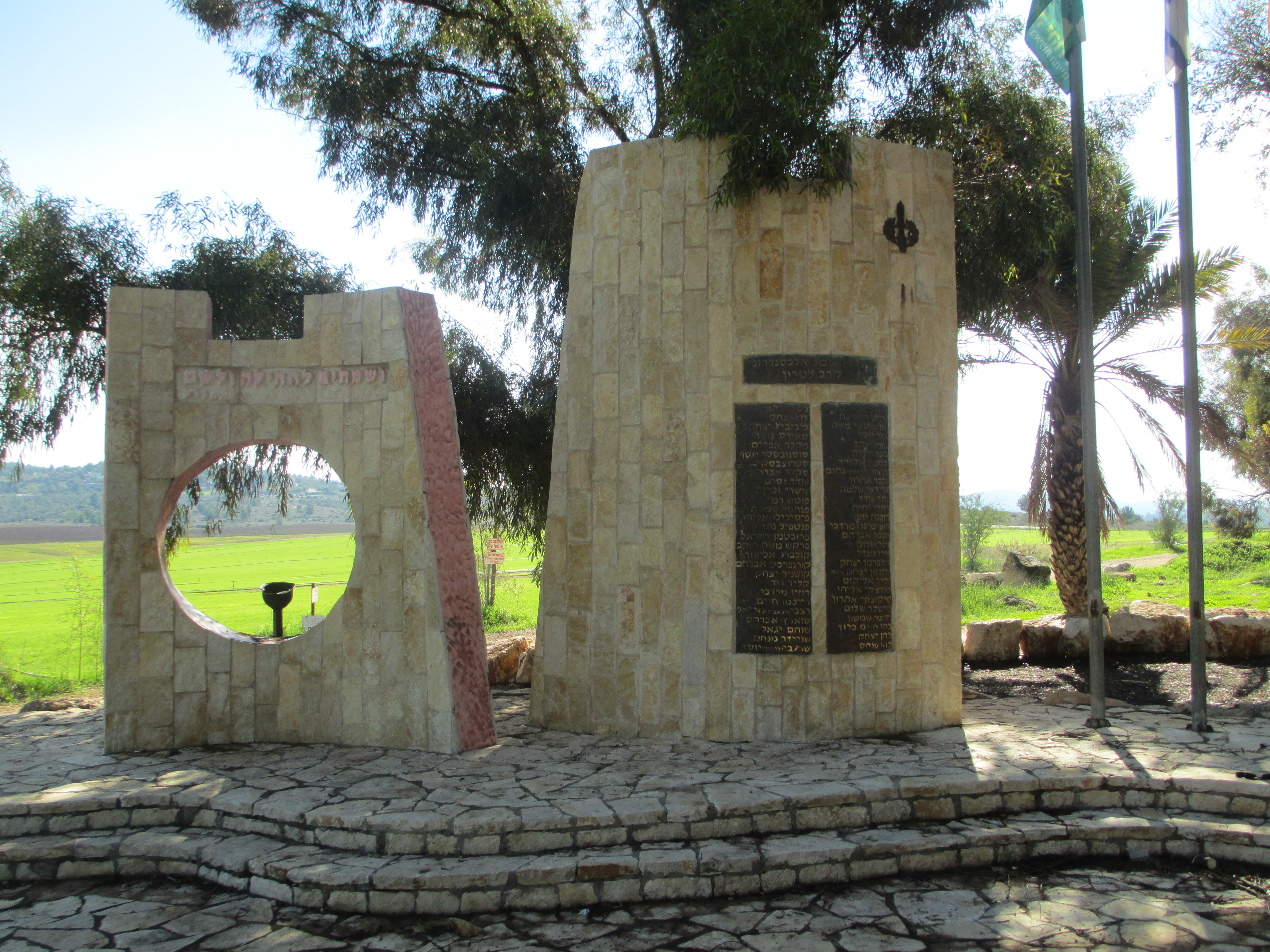
位於拉特倫（Latrun）的第3步兵旅紀念碑
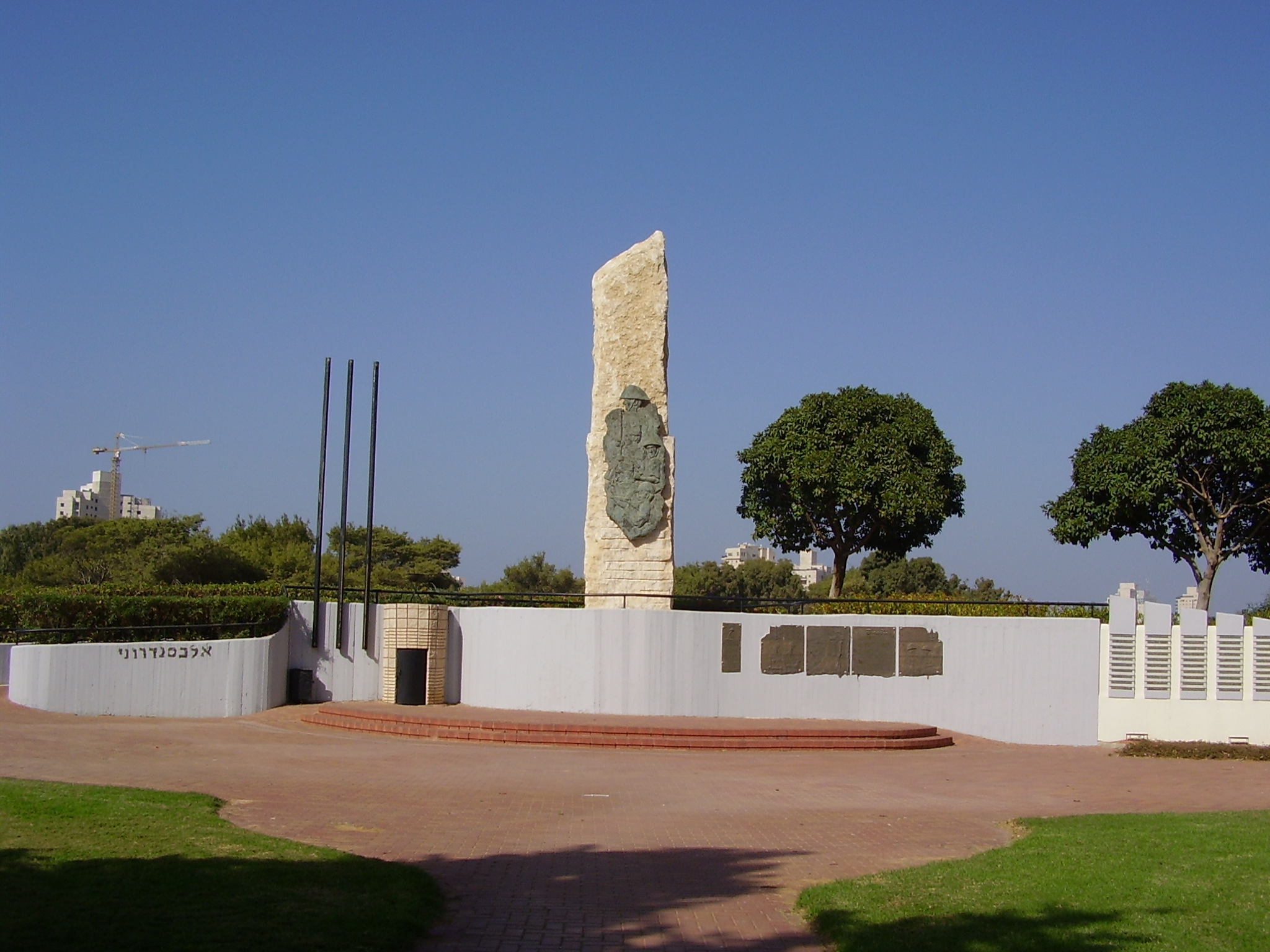
位於內坦亞的第3步兵旅紀念碑
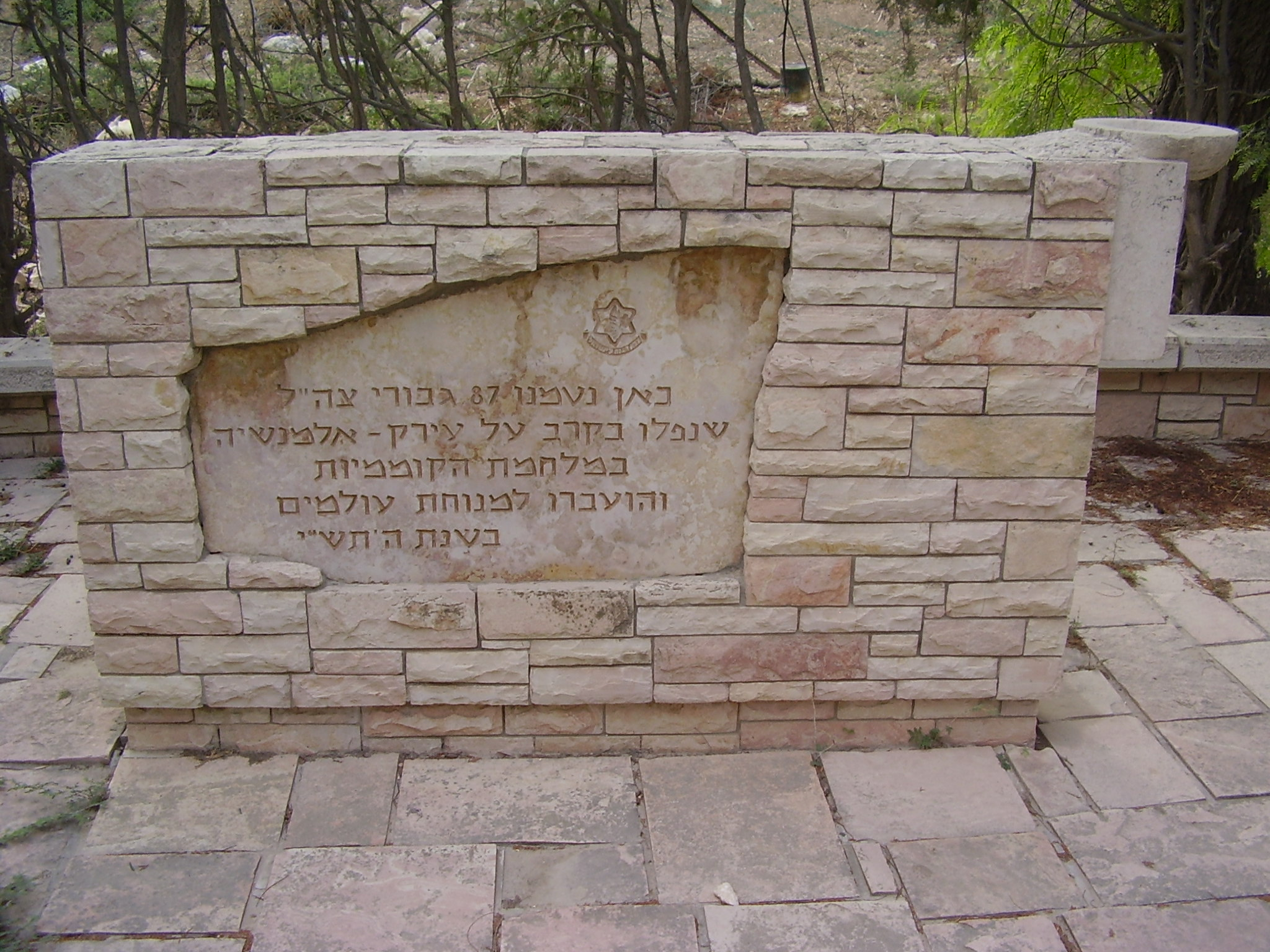
獨立戰爭期間陣亡的第3步兵旅士兵公墓
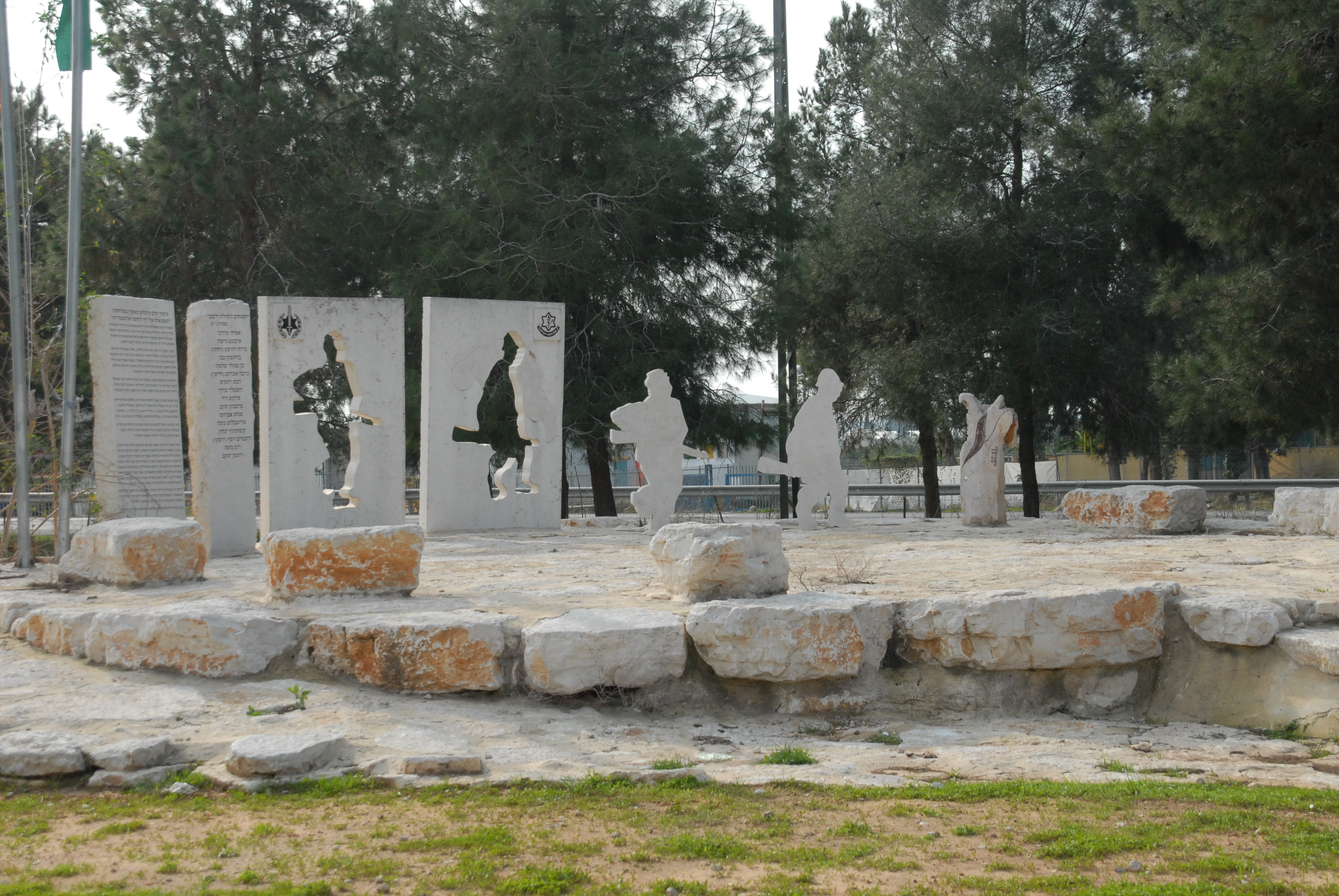
位於卡群（Qaqun）的第3步兵旅紀念碑
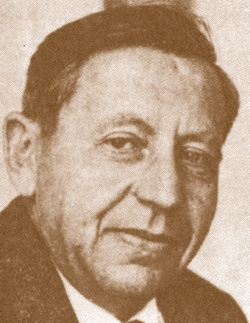
第3步兵旅首位指揮官